# Цар Асен (област Пазарджик)
Вижте пояснителната страница за други значения на Асен.
Цар Асен е село в Южна България. То се намира в община Пазарджик, област Пазарджик.
В селото има една библиотека и две заведения. Преди е имало и детска градина, но вече е затворена.

## География
Село Цар Асен се намира в Южен Централен Регион на България. Намира се в област Пазарджик, община Пазарджик.
Надморското равнище е 300 – 499 m. Близо до него се намира и рудник.
Разстоянието до столицата е 90.366 km. Площ на Село Цар Асен е 15.549 km² (НСИ), а населението е 373 жители (през 01/01/2007 – НСИ).

## История
Старото име на селото е Караплии.

## Религии
Православна

## Културни и природни забележителности
Местността е осеяна от множество горички и извори, чешмите с чиста изворна вода се ползват за напояване на добитък както и за питейни нужди. На територията на селото има два язовира: „Бяло Дере“ и „Азмъка“ чрез които се развива рибовъдството в района. Земите около селото се обработват със стопанска цел. В центъра на селото има паметник на загиналите през войните. В селото живеят няколко семейства от Кралство Англия. Има православна църква от 1921 година. Построена е с общи усилия на част от видните цар-асенци. ЖП линията Пловдив - Стрелча - Панагюрище минава близо до село Цар Асен. При откриването на същата с влак е преминал цар Борис III.

## Редовни събития
Всяка година на 1 ноември се провежда събор.